# Albert S. Rogell
Albert S. Rogell (Oklahoma City, 21 agosto 1901 – Los Angeles, 7 aprile 1988) è stato un regista statunitense.

## Biografia
Nato in Oklahoma, si trasferì presto con la famiglia nello Stato di Washington, dove iniziò a lavorare come aiuto regista e nel settore della produzione. Tra il 1921 e il 1958, anno in cui iniziò a dedicarsi alla produzione di programmi televisivi, diresse più di 100 film. Si sposò e divorziò tre volte, prima con l'attrice australiana Ena Gregory, poi con Irma Warner e, quindi, negli anni trenta, con Belle Green.
Morì all'età di 86 anni per un cancro aggravato dal diabete.

## Filmografia
- The Ranch Mystery (1921)
- The Queen of Hearts (1921)
- The Eagle Man (1921)
- The Stranger (1921)
- Tangled Trails (1921)
- Desperate Chances (1921)
- The Fighter of Diamond X (1921)
- Streak of Yellow (1922)
- Double Reward (1922)
- No Man's Gold (1922)
- Phantom of the Hills (1922)
- West Meets East (1922)
- His Brother's Blood (1922)
- The Claim Jumpers (1922)
- The Greatest Menace (1923)
- The Mask of Lopez (1924)
- North of Nevada (1924)
- Galloping Gallagher (1924)
- The Silent Stranger (1924)
- The Dangerous Coward (1924)
- The Fighting Sap (1924)
- Manto d'argento (Thundering Hoofs) (1924)
- Teste dure (Lightning Romance) (1924)
- Cavalier ciclone Geared to Go) (1924)
- Easy Money (1925)
- Bolidi infernali (Super Speed) (1925)
- The Snob Buster (1925)
- Lascia fare a Tempesta (Youth's Gamble) (1925)
- Crack o' Dawn (1925)
- Goat Getter (1925)
- The Knockout Kid (1925)
- Cyclone Cavalier (1925)
- The Fear Fighter (1925)
- The Circus Cyclone (1925)
- Fighting Fate (1925)
- The Patent Leather Pug (1926)
- Men of the Night (1926)
- Cavaliere rompicollo (Senor Daredevil) (1926)
- The Wild Horse Stampede (1926)
- Red Hot Leather (1926)
- The Man from the West (1926)
- Il cavaliere misterioso (The Unknown Cavalier) (1926)
- Rough and Ready (1927)
- Il re del Lasso (The Overland Stage) (1927)
- The Western Whirlwind (1927)
- Somewhere in Sonora (1927)
- Grinning Guns (1927)
- Men of Daring (1927)
- The Sunset Derby (1927)
- The Western Rover (1927)
- The Fighting Three (1927)
- La sella del diavolo (The Devil's Saddle) (1927)
- I banditi rossi (The Red Raiders) (1927)
- The Shepherd of the Hills (1928)
- The Canyon of Adventure (1928)
- The Upland Rider (1928)
- The Glorious Trail (1928)
- The Phantom City (1928)
- Cheyenne (1929)
- The California Mail (1929)
- The Lone Wolf's Daughter (1929)
- Aquilotti (The Flying Marine) (1929)
- Painted Faces (1929)
- Il serpente bianco (Mamba) (1930)
- Aloha (1931)
- Onore di fantino (Sweepstakes) (1931)
- The Tip-Off (1931)
- L'agguato dei sottomarini (Suicide Fleet) (1931)
- La diga della morte (Carnival Boat) (1932)
- La galoppata della disperazione (The Rider of Death Valley) (1932)
- Air Hostess (1933)
- Oceano (Below the Sea) (1933)
- The Wrecker (1933)
- Nebbia (Fog) (1933)
- East of Fifth Avenue (1933)
- No More Women (1934)
- The Hell Cat (1934)
- Name the Woman (1934)
- Among the Missing (1934)
- Fugitive Lady (1934)
- I distruttori (Air Hawks) (1935)
- Unknown Woman (1935)
- Atlantic Adventure (1935)
- I deportati (Escape from Devil's Island) (1935)
- You May Be Next (1936)
- Roaming Lady (1936)
- Grand Jury (1936)
- Arrestatela! (Murder in Greenwich Village) (1937)
- Start Cheering (1938)
- The Lone Wolf in Paris (1938)
- City Streets (1938)
- The Last Warning (1938)
- For Love or Money (1939)
- Hawaiian Nights (1939)
- Laugh It Off (1939)
- I Can't Give You Anything But Love, Baby (1940)
- Private Affairs (1940)
- Argentine Nights (1940)
- Il villaggio più pazzo del mondo (Li'l Abner) (1940)
- The Black Cat (1941)
- Tight Shoes (1941)
- Sailors on Leave (1941)
- Public Enemies (1941)
- Jail House Blues (1942)
- Sleepytime Gal (1942)
- La mascotte dei fuorilegge (Butch Minds the Baby) (1942)
- True to the Army (1942)
- Priorities on Parade (1942)
- Youth on Parade (1942)
- Hit Parade of 1943 (1943)
- Terra nera (In Old Oklahoma) (1943)
- Love, Honor and Goodbye (1945)
- Earl Carroll Sketchbook (1946)
- The Magnificent Rogue (1946)
- Solo il cielo lo sa (Heaven Only Knows) (1947)
- L'amazzone domata (Northwest Stampede) (1948)
- Il canto dell'India (Song of India) (1949)
- The Admiral Was a Lady (1950)
- Before I Wake (1954)
- The Ford Television Theatre – serie TV, 3 episodi (1956)
- Frida (My Friend Flicka) – serie TV, un episodio (1956)
- The 20th Century-Fox Hour – serie TV, 3 episodi (1956-1957)
- Smoke Jumpers (1958)
- Broken Arrow – serie TV, 6 episodi (1957-1958)

### Produttore
- La sfinge (The Sphinx) di Phil Rosen e Wilfred Lucas (non accreditato) (1933)